# Udo Rabsch
Udo Oskar Rabsch (* 1944 in Praschnitz) ist ein deutscher Arzt und Schriftsteller.

## Leben
Udo Rabsch studierte Medizin und Theologie. 1971 promovierte er an der Universität Tübingen zum Doktor der Medizin. Neben seiner ärztlichen Tätigkeit entstanden literarische Werke. Rabsch lebt in Stuttgart, wo er eine Praxis als Facharzt für Allgemeinmedizin betreibt.

## Schriften
Monographien
- Mexikanische Reise oder Abschied vom Regiment der Schwangeren, Konkursbuchverlag, Tübingen 1980, ISBN 978-3-88769-902-4.
- Der Hauptmann von Stuttgart, Konkursbuchverlag, Tübingen 1981, ISBN 978-3-88769-005-2.
- Julius oder Der schwarze Sommer, Konkursbuchverlag, Tübingen 1983, ISBN 978-3-88769-013-7.
- Tazacorte. Ein Inselroman, Luchterhand Verlag, Hamburg 1992, ISBN 978-3-630-71068-6.
- Tanz, Konkursbuchverlag, Tübingen 1995, ISBN 978-3-88769-088-5.
- Kaiman links, Konkursbuchverlag, Tübingen 1998, ISBN 978-3-88769-131-8.
- Maria vom Schnee, Konkursbuchverlag, Tübingen 2008, ISBN 978-3-88769-373-2.
- Der gelbe Hund, Konkursbuchverlag, Tübingen 2012, ISBN 978-3-88769-766-2.